# (68590) 2002 AZ17
2002 أي زد 17 (ويعرف أيضًا باسم (68590) 2002 أي زد 17 وفق تسمية الكوكب الصغير) (بالإنجليزية: 2002 AZ17)‏ هو كويكب ضمن حزام الكويكبات؛ وترتيبه 68590 من حيث الاكتشاف.
اكتُشف هذا الجُرم الفلكي بواسطة بحث لنكولن عن الكويكبات القريبة من الأرض في 12 يناير 2002.

## وصلات خارجية
- (68590) 2002 AZ17 في قاعدة بيانات مختبر الدفع النفاث لأجرام النظام الشمسي الصغيرة

- الاكتشاف · مخطط المدار ·  العناصر المدارية · المعلمات المادية

- (68590) 2002 AZ17 على موقع ويكي سكاي: DSS2, SDSS, GALEX, IRAS, Hydrogen α, X-Ray, Astrophoto, Sky Map, Articles and images